# Hans Märcy
Hans Märcy es un deportista suizo que compitió en bobsleigh en la modalidad cuádruple.
Ganó una medalla de oro en el Campeonato Mundial de Bobsleigh de 1983, y dos medallas en el Campeonato Europeo de Bobsleigh, oro en 1983 y bronce en 1984.

## Palmarés internacional
| Campeonato Mundial | Campeonato Mundial           | Campeonato Mundial | Campeonato Mundial |
| Año                | Lugar                        | Medalla            | Prueba             |
| ------------------ | ---------------------------- | ------------------ | ------------------ |
| 1983               | Lake Placid (Estados Unidos) | Medalla de oro     | Cuádruple          |
| Campeonato Europeo |                              |                    |                    |
| Año                | Lugar                        | Medalla            | Prueba             |
| 1983               | Sarajevo (Yugoslavia)        | Medalla de oro     | Cuádruple          |
| 1984               | Igls (Austria)               | Medalla de bronce  | Cuádruple          |